# Pesma o Sidu
Pesma o Sidu (šp. Cantar de mio Cid) prvo je u celosti sačuvano delo španske književnosti i smatra se da je nastalo oko 1140. godine. Ima veliki značaj ne samo za špansku, već i za srednjovekovnu evropsku književnost. Reč je o epskoj pesmi koja je temeljena na životu narodnog junaka po imenu Rodrigo Dijaz od Vivara (Rodrigo Díaz de Vivar), takođe poznatom kao Sid Osvajač (El Cid Campeador). On je bio kastiljanski ratnik i junak koji je aktivno učestvovao u Rekonkisti Iberijskog poluostrva u službi kastiljanskih kraljeva, ali i nezavisno. Sačuvan je jedan rukopis iz 1307. godine, zapisan skoro dva veka nakon nastanka. Ovaj rukopis se obično naziva bivarski ili vivarski, prema imenu mesta Vivara (ranije: Bivar) u čijem se opštinskom arhivu čuvao još u XVI veku. Danas se čuva u Nacionalnoj biblioteci u Madridu. Poznato je ime zapisivača ove pesme, za koga se samo zna da je bio svešteno lice. Smatra se da ju je zapisao po nečijem diktatu. Ep se sastoji od preko 3700 stihova na 147 strana, s tim da prvih nekoliko nedostaje.

## Struktura dela i metrika
Pesmu o Sidu čine tri dela. Ta tri pevanja su prilično jasno razgraničena. Sastoji se od više od 3700 stihova, u kojima je broj stihova veoma neujednačen i kreće se od 9 do 22. Svaki stih podeljen je na polustihove, a mesto cezure je neujednačeno, pa tako stihove odlikuje i velika raznovrsnost u metričkom sklopu: 7+7, 6+7, 7+8, 6+8, 8+7, 5+7, 8+8, 5+8 itd. Ramon Menendes Pidal, do danas najveći poznavalac Pesme o Sidu, otkrio je 52 vrste stihova u ovom spevu, a došao je do zaključka da su najbrojniji polustihovi od 7 slogova. Pesmu o Sidu odlikuje i asonantna rima, to jest podudaranje krajnjih naglašenih vokala manjeg ili većeg broja stihova. Stihovi nisu objedinjeni u strofe, već u grupe koje se nazivaju tiradas, a broj stihova u okviru njih varira od tri do sto.

## Rukopis
Menendes Pidal smatra da je pesma nastala oko 1140. godine, ali je prvi put zabeležena tek 1307. Zabeležio ju je Per Abat, za koga se jedino zna da je bio svešteno lice. Smatra se da je spev zapisao tako što mu je neki huglar diktirao pesmu ili mu dao neki raniji tekst. Na rukopisu su vršene izvesne ispravke, od kojih neke potiču od samog zapisivača, a druge su došle kasnije. Pesma je sačuvana samo u jednom rukopisu koji se naziva bivarski ili vivarski, u čijem se opštinskom arhivu čuvao još u XVI veku. U narednim vekovima promenio je više vlasnika, sve dok 1960. nije postao svojina Nacionalne biblioteke u Madridu. Rukopis se sastoji od 74 lista, odnosno 147 strana, a ima 3730 stihova. Pored početnog lista nedostaju mu još dva, jedan koji bi stajao između sadašnjeg 47/48. lista, odnosno između 2337/38. stiha, a drugi između 69/70. lista, odnosno između 3507/8. stiha. Sadržinu delova koji nedostaju saznajemo zahvaljujući Menendesu Pidalu, koji je praznine popunio odgovarajućim delovima iz Hronike dvadeset kraljeva (Crónica de veinte reyes), u koju je bila uneta druga verzija poeme, pretočena u prozu tokom XIV veka i ispunjava poglavlje o vladavini Alfonsa VI.

## Izdanja
Spev je prvi put objavljen 1779. godine. Objavio ga je Tomas Antonio Sanćez u okviru knjige Colección de poesías castellanas anteriores al siglo XV. U toku XVIII i XIX veka spev je bio objavljivan više puta. Menendes Pidal je dugo i iscrpno proučavao ovaj rukopis i savremeni hispanisti najčešće koriste njegovo izdanje Pesme o Sidu. Postoje dva srpska izdanja ovog dela. Najstarije, iz 1977. godine, preveo je Vlado Drašković u saradnji sa izdavačkom kućom „Filip Višnjić“ u Beogradu. Drugo, iz 1991. godine, izdala je izdavačka kuća „Bagdal“ iz Kruševca, a preveo ga je Ljubomir B. Ristanović.

## Radnja
Za razliku od drugih evropskih srednjovekovnih epova, ton Pesme o Sidu je realističan. Nema magije, čak i priviđenje arhanđela Gabrijela se dešava u obliku sna. Međutim, delo odstupa od istorijske istine u nekim delovima, na primer Sidov sin se uopšte ne pominje, njegove kćerke se ne zovu Elvira i Sol i nisu postale kraljice.

### Prvo pevanje
Prvo pevanje počinje Sidovim odlaskom iz Burgosa, nakon što biva proteran iz Kastilje od strane kralja Alfonsa. Razlog za proterivanje nije naznačen. Tada Sidov pomoćnik Martin Antolinez pozajmljuje novac od dva zelenaša, Rakela i Vidasa, u zamenu za dva kovčega u kojima je navodno zlato, ali zapravo su bila puna peska. Upućuju ih da ne otvaraju kovčege. Nakon što je uzeo novac, Sid se uputio u manastir San Pedro de Kardena, gde su se nalazile njegova žena, donja Himena, i njihove dve kćeri, Elvira i Sol. Tamo organizuje da njegovoj porodici bude pruženo sve što im je potrebno i potom odlazi. Noć pre ulaska na muslimansku teritoriju u snovima mu se pojavljuje arhanđeo Gabrijel i uliva mu sigurnost u dobru budućnost. Uspešno osvajajući Mavarska Sela i gradove između Burgosa i Saragose, Sid postaje poznat i broj njegovih sledbenika se povećava. Nisu svi Sidovi neprijatelji mavari, on se bori i protiv hrišćana.

### Drugo pevanje
Ubrzo nakon što je osvojio Valensiju, kralj mu konačno pruža oprost, vraća njegovu zaplenjenu imovinu i dozvoljava donja Himeni i njegovim kćerima da se ponovo vide sa njim u Valensiji. U međuvremenu, Sidov uspeh nije prošao neopaženo među višim plemstvom na Alfonsovom dvoru. Dva brata, infanti od Kariona, članovi leonskog plemstva, traže dozvolu od kralja da se ožene Sidovim kćerima. Kralj pristaje ali Sid, iako se ne slaže sa ovim dogovorom, pristaje zato što je to kraljeva želja, ali odbija da ih preda na ceremoniji.

### Treće pevanje
Sidova nelagoda povodom braka se pokazuje tačnom. Uskoro se primećuje njihova sujeta, pohlepa i kukavičluk. Oni se sakrivaju kada se lav oslobodi u Sidovoj kući i plaše se vesti o još jednom mavarskom napadu na grad. Iako bi trebalo da budu u bici, niko ne može da ih se seti u trenutku borbe. Iznervirani time što ih Sidovi ljudi ismevaju zbog kukavičluka, infanti traže dozvolu da odvedu svoje žene u Karion. Međutim, braća u sred šume brutalno pretuku svoje žene i ostave ih da umru. Jedan od Sidovih ljudi ih pronalazi i vraća kući. Sid, čuvši vesti, zahteva pravdu od kralja, podsećajući ga da je on bio taj koji je odobrio brak. Alfonso saziva sastanak kortesa u Toledu gde Sid izaziva mlade plemiće na dvoboj. Plemići nastoje opravdati svoje postupke staleškom razlikom između kćeri jednog običnog nižeg plemića i njih koji pripadaju najvišem plemstvu. Sidovi vojnici podsećaju veće da plemstvo nije samo pitanje porekla, već takođe i dela. Veće presuđuje u korist Sida, te u dvoboju u Karionu, trojica najboljih Sidovih vojnika pobeđuju dva mlada plemića i njihovog starijeg brata dok Sid za to vreme ženi svoje kćeri za prinčeve Navarre i Aragona. Ovim činom se pevanje završava.

## Likovi
- Rodrigo Dijas de Vivar (šp. Cid el Campeador)
- Alfonso VI
- Donja Himena
- Martin Antolines

## Lik Sida u istoriji
Rodrigo Dijaz rođen je u Vivaru, malom mestu koje se nalazi na 10 kilometara od Burgosa. Datum njegovog rođenja je nepoznat, ali se smatra da je rođen između 1045. i 1049. godine. Odgajan je u kraljevskoj porodici. U istoriji je poznat kao istaknuti član kraljeve garde tokom kratke vladavine kralja Sanča II Snažnog (1065-1072), kao i za vreme vladavine njegovog naslednika Alfonsa VI. Kralj Alfonso VI je organizovao Sidovo venčanje sa svojom rođakom, Himenom Dijaz, damom iz Leona. Prema najnovijim istraživanjima, Himena je bila rođaka i samog Rodriga sa očeve strane.
Don Alfonso šalje Sida u Sevilju 1079. da prikupi dugove od kralja Almutamida, dok je Garsija Ordonjez išao u Granadu sa sličnom misijom. Dok je Rodrigo predstavljao njegovu delegaciju, kralj Granade, Abdala, podržan od strane kastiljanskih ambasadora, napao je kralja Sevilje. Kako je Rodrigo bio pod zaštitom Alfonsa VI, baš zbog dugova koje je prikupljao za njega, ovaj je morao da izađe u zaštitu Almutamidu i porazio je okupatore u blizini sela Kabra (u provinciji Kordoba), uhvativši Garsiju Ordonjeza i podanike. Tradicionalna verzija je da u visokim krugovima kraljeve garde nije bilo prihvaćeno što je Rodrigo izdao jednog od svojih, pa su počele da kruže priče o njemu pred kraljem. Ipak, nije sigurno da je ovo izazvalo neprijateljstvo sa Sidom, jer je između ostalog, Alfonsa VI iz političkih razloga interesovalo da podrži kralja Sevilje. Posle intervenisanja u slučaju Garsija Ordonjez, većina pripadnika kraljeve garde bila je protiv Rodriga, i kralj je morao da protera Rodriga 1081.
Nakon progona, Rodrigo kreće u potragu za novim vladarom kojem će služiti. Dolazi u Saragosu, gde stupia u službu kralja Almutamana, i tu ostaje sve do 1086. godine. Tada se miri sa Alfonsom i ponovo stupa u njegovu službu. Međutim, 1088. Sid ponovo biva prognan, ovoga puta jer se, iz do dan danas nepoznatih razloga, nije na vreme pridružio kastiljanskim trupama koje je Alfonso poslao u okupiran Aledo. Ovo je kralj shvatio kao neposlušnost i po drugi put prognao Sida. Kralj mu je oduzeo imovinu, što se obično radilo u slučaju izdaje. Od tada Sid nastavlja svoje putovanje kao samostalni vojskovođa, a 1094. osvaja Valensiju, što je predstavljalo veliki uspeh. Tu i umire prirodnom smrću 1099. godine, sa nepunih 55 godina. Početkom maja 1102, uz pomoć Alfonsa VI, Rodrigova porodica i prijatelji su napustili Valensiju, prenevši njegove ostatke, koji su sačuvani u manastiru San Pedro od Kardenje u Burgosu. Na taj način se završio život jedne od najznačajnijih osoba tog vremena, ali je tada nastala legenda.

## Spoljašnje veze
- Pesma o Sidu na sajtu Biblioteke Servantes
- Prvo izdanje Pesme o Sidu